# Шатта (Ики-Бурульский район)
Шатта — посёлок в Ики-Бурульском районе Калмыкии, входит в состав Приманычского сельского муниципального образования.

## География
Находится в 29,5 километрах к северо-западу-западу от Ики-Бурула (районного центра), в 12 километрах к юго-западу от Приманыча (центр СМО) в балке Улан-Зууха.

## История
Шатта основана в 1888 году. Название возникло от разновидности колодца Шатта худг. Такой колодец оборудовался лестницей (шат) для того, чтобы удобно было спускаться и чистить дно от песка и образующегося ила. Два подобных колодца сохранились в балке Худгин гол.
До выселения калмыцкого народа в Сибирь в Шатте проживали в основном коренные жители. После возвращения людей в родные места население стало смешанным. В 70-е годы здесь насчитывалось до 60 дворов, имелась начальная школа, действовавшая до последнего времени.
Сейчас Шатта газифицирована и проживают здесь 14 семей.

## Население
| 2002 | 2010 | 2012 |
| ---- | ---- | ---- |
| 135  | ↘102 | ↘88  |

Национальный состав
Согласно результатам переписи 2002 года большинство населения посёлка составляли даргинцы (53 %) и калмыки (33 %)

## Достопримечательности
- Ступа Просветления. Открыта 3 августа 2014 году.